# Віктор Пестек
Віктор Пестек (нім. Viktor Pestek; 18 квітня 1924, Чернівці, Королівство Румунія — 8 жовтня 1944, Мендзибродзе-Бяльське, Третій рейх) — ротенфюрер СС, охоронець табору смерті Аушвіц, який втік звідти разом із єврейським в'язнем Вітезславом Ледерером. Схоплений при спробі знову проникнути в табір для організації ще однієї втечі і незабаром страчений.
Історія втечі Пестека та Ледерера стала предметом кількох книг.

## Біографія

### Ранні роки
Народився у Румунії у сім'ї етнічних німців-католиків у квітні 1924 року. Батько був ковалем та дрібним землевласником.
У 17 років вступив у Ваффен-СС або через його вроджену тягу до пригод, або через переконання матері. Служив на Східному фронті під Мінськом. У роки служби брав участь у антипартизанських рейдах. Під час одного з таких рейдів при зачистці села підрозділ Пестека потрапив під вогонь радянських партизанів, які чисельно перевершували його, і змушений був спішно відступити. Пестек був поранений у руку і ногу, кинутий на поле бою, потрапив у полон. Попри вбивства, скоєні німцями в селі, партизани зберегли йому життя, що, мабуть, справило сильне враження на побожного Пестека. Згодом Вітезслав Ледерер свідчив, що Пестек часто згадував цей випадок.
Наступного дня війська СС відбили село і звільнили Пестека, але через поранення невдовзі втратив можливість користуватися рукою. Визнаний непридатним до служби на передовій, направлений до концтабору Аушвіц-Біркенау як охоронець.

### Аушвіц

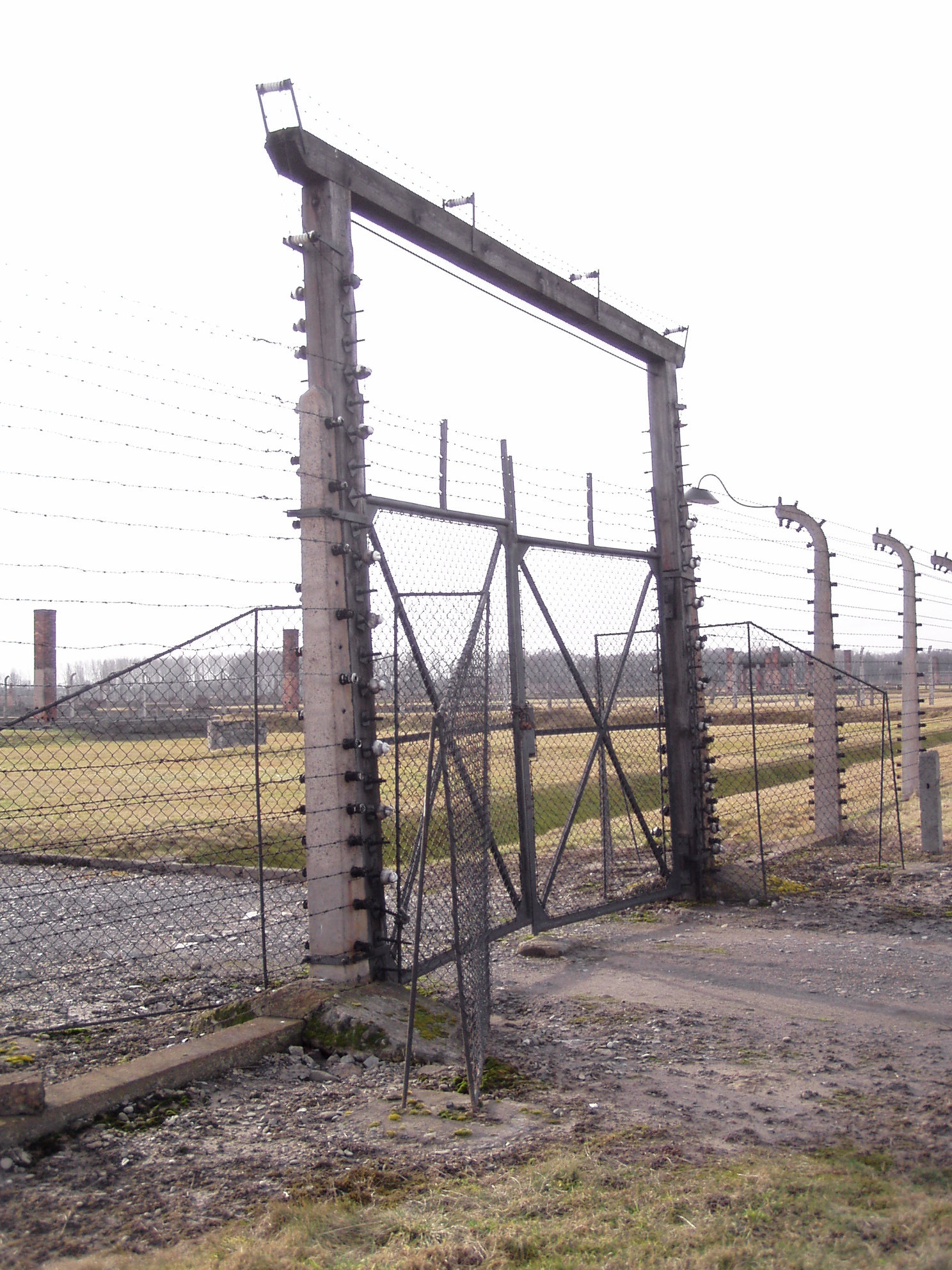
Ворота «сімейного табору» в Аушвіці II-Біркенау

Дата початку його служби в Аушвіці достеменно невідома, судячи з усього, прибув до табору наприкінці 1943 року.
В'язні Аушвіцу, які свідчили після війни, згадували його як «порядну людину, яка ніколи не била ув'язнених», і стверджували, що він поводився з ними гідно і гуманно. Деякі згадували, що, хоч Пестек швидко заробив репутацію торговця контрабандою, йому були неприємні масові вбивства, які чинилися у таборі. Ув'язнені називали його miláček («улюблений» у перекладі з чеської). Також відомо про те, що Пестек страждав від зневаги деяких «істинно німецьких» членів СС до фольксдойче (етнічних німців поза межами Німеччини), які становили більшість серед охоронців.
Призначений керівником блоку (блокфюрером) BIId «сімейного табору Терезієнштадт». У «сімейному таборі» розміщувалися євреї, перевезені з Терезинського гетто в період з вересня 1943 по травень 1944 року. Вони не піддавалися відбору після прибуття, їм дозволялося зберігати цивільний одяг, їх не змушували голити голови. У таборі існував дитячий блок, членам сімей дозволяли залишатися разом і навіть писати своїм друзям та родичам (нацисти намагалися ввести зовнішній світ в оману щодо «остаточного розв'язання єврейського питання»). Однак у початковий план нацистів входила ліквідація ув'язнених «сімейного табору» через шість місяців після прибуття.
Пестек закохався в одну з в'язнів «сімейного табору», дівчину на ім'я Рене Нойманн, єврейку з відомої празької родини. Хоча вона не відповідала йому взаємністю, він все ж таки влаштував її на легку роботу (машиністкою) і навіть запропонував організувати втечу, замаскувавши її під одну з наглядачок. Нойманн відмовилася, частково через те, що не хотіла залишати свою матір, яка теж перебувала в таборі.
8 березня 1944 року євреї з «сімейного табору», які прибули у вересні 1943-го, були отруєні газом без відбору працездатних (всього близько 3800 осіб). Пестек врятував Нойманн та її матір, тимчасово перевівши їх у інший блок. Розуміючи, що не зможе приховувати їх довго і що йому треба діяти швидко, Пестек почав розмовляти із ув'язненими, пропонуючи їм допомогу в організації втечі, за умови, що вони потім допоможуть йому організувати втечу Нойманн та її матері. План звільнення ґрунтувався на знанні Пестеком протоколу транспортування ув'язнених, проте для його здійснення йому була потрібна ще одна людина та підроблені документи. Ситуація також ускладнювалася тим, що Пестек говорив лише німецькою та румунською, а для отримання фальшивих документів і (у разі успішного здійснення його плану) притулку для Рене Нойманн та її матері, йому потрібно було б зв'язатися з польським або чехословацьким підпіллям.

Серед ув'язнених, до яких звертався Пестек, були Рудольф Врба та Альфред Ветцлер. За словами Ветцлера, Пестек сказав йому:
«Я ненавиджу себе за те, що мені доводиться дивитися, як вбивають жінок та дітей. Я хочу зробити хоч щось, щоб забути запах палаючої людської плоті і відчути себе трохи чистіше».Оригінальний текст (чес.)
Nenávidím sám sebe za to, že se musím dívat na to, jak jsou zabíjeny ženy a děti. Chtěl bych něco udělat, abych zapomněl na zápach pálícího lidského se masa a mohl se cítit trošku čistší.
Врба та Ветцлер відмовилися від пропозиції, оскільки вважали це хитрощами, і порадили іншим ув'язненим не довіряти Пестеку. Раніше в таборі стався інцидент, коли охоронець Добровільні, етнічний німець зі Словаччини, зустрівши в таборі друга дитинства, запропонував йому допомогу у втечі, а коли той погодився, здав його, що призвело до жорстокої страти ув'язненого та преміювання охоронця. Цей випадок, як і багато інших обставин, переконали Врбу і Ветцлера, що есесівцям не можна довіряти за жодних обставин.
Однак Вітезслав Ледерер погодився на пропозицію Пестека, оскільки, як єврея, затриманого за участь у Русі Опору, та в'язнем «сімейного табору», чекав швидкої страти і вважав, що йому вже нема чого втрачати. Крім того, він сподівався, вибравшись на волю, повідомити громадськість про початок приведення в дію «остаточного рішення». Він переконав Пестека, що багатий, і що його зв'язки у підпіллі допоможуть отримати необхідні документи.
Пестек і Ледерер детально спланували втечу та ймовірне повернення для порятунку Нойман. Ледерер мав утекти, переодягнувшись есесівцем. Далі, отримавши фальшиві документи в Протектораті Богемії та Моравії, Ледерер і Пестек мали повернутися до табору, видавши себе за офіцерів СС і пред'явивши підроблений ордер на транспортування Рене Нойманн та її матері в Катовиці для допиту в гестапо. Персонал Аушвіца в цьому випадку мав би надати їм машину та водія. Водія вони збиралися вбити дорогою, після чого, позбавившись тіла, планували сісти на потяг-експрес, що йде до Протекторату.

### Втеча
Втечі передувала ретельна підготовка, яку повністю організував Віктор Пестек. 3 квітня 1944 року він вкрав на складі форму та пістолет для Ледерера. Потім в одного з охоронців викрав документи (на ім'я Фрідріха Велькера), а також вкрав золотий браслет і трохи грошей зі складу речей, відібраних у в'язнів відразу після прибуття (з так званої «Канади»). Він також приготував два велосипеди, дізнався пароль, необхідний для виходу з табору в день втечі, і подав рапорт про надання йому тривалої відпустки з 6 квітня, сподіваючись виграти час для себе і Ледерера. Перед втечею він побачився з Нойманн, пообіцявши, що повернеться і допоможе їй та її матері втекти.
Близько 8 години вечора 5 квітня 1944 року Ледерер перевдягся у вкрадену форму шарфюрера СС, після чого він і Пестек, стверджуючи, що знаходяться на особливому чергуванні, на велосипедах залишили табір, виїхавши через головні ворота. На найближчій до Аушвіцу залізничній станції сіли на потяг до Богуміна і, вдавшись контролерами багажу, уникли прикордонного контролю. Від Богуміна продовжили шлях до Праги, куди прибули приблизно об 11:30 ранку наступного дня — невдовзі після того, як Ледерера не виявили в таборі.
Близько полудня 6 квітня 1942 року штурмбанфюрер СС Фрідріх Гартьєнштейн, комендант Аушвіца II-Біркенау, розіслав телеграми в Головне управління імперської безпеки, Головне адміністративно-господарське управління СС, кримінальну поліцію, гестапо та прикордонну поліцію, повідомивши їх про те, що Ледерер втік, ймовірно, переодягнений у ротенфюрера СС. В'язні, близькі до Ледерера, були негайно допитані. Через чотири години Гартьєнштайн повідомив телеграмами, що якийсь есесівець, імовірно Віктор Пестек, підозрюється у сприянні втечі.

### Подальші події
6 квітня в Празі Пестек продав вкрадений золотий браслет, і на ці гроші втікачі купили запасний цивільний одяг, дорожній багаж й інші речі, а також пообідали, помилися і привели себе до ладу. Вони також змінили свою форму, щоб вона нагадувала форму військовослужбовців Ваффен-СС, а не охоронців концентраційних таборів. Ще до півночі вони виїхали до Пльзень, де сховалися в Йозефа Черніка, знайомого Ледерера.
Бригіта Штайнер, мішлінг, дочка одного з друзів Ледерера, надала йому фальшиве посвідчення особи, а також розповіла, що в Празі живе єврей Фалтіс, який міг би оформити інші документи, включно з посвідченням офіцерів СС для Пестека і Ледерера, необхідні їм для того, щоб зажадати перевезення Рене Нойманн і її матері. Коли Ледерер зв'язався з Фалтісом, той вимагав непомірну плату, проте запропонував велику знижку, якщо вони зможуть вивезти з Аушвіца ще одну жінку, його родичку. Ледерер погодився на ці умови й отримав необхідні документи.

### Повернення в Аушвіц
Пестек і Ледерер повернулися до Освенцима у невстановлений точно період з кінця квітня по червень 1944 року. Те, що сталося згодом, є предметом суперечок. Відомо, що Пестека заарештували, а Ледерер уникнув арешту.
За версією Ледерера, Пестек залишив деякі цінності у своєї польської подруги в Мисловице, і вона донесла на нього, коли він намагався їх забрати. Однак історик Мирослав Карни звертає увагу на невідповідності в його оповіданні: Ледерер сам стверджував, що залишився чекати в готелі, що знаходився поруч з вокзалом Освенцима, тоді як Пестек поїхав в Мисловиці один, і, таким чином, Ледерер не міг знати обставини арешту.
Існує ще кілька суперечливих версій.
В'язень Аушвіца, який вижив у Голокості, Йозеф Нойманн (не родич Рене Нойманн) розповідав, як у період передбачуваного повернення Пестека до табору до нього підійшов невідомий есесівець із пропозицією втечі. Але в цей момент було піднято тривогу і прибули охоронці. Ноймана та невідомого есесівця схопили, скували кайданками та відвезли; обох після цього допитували і катували в Блоці 11, після чого Ноймана повернули до табору, а що сталося з есесівцем, він не знає. Карни припускає, що Ледерер міг злякатися в останній момент і відмовився допомагати Пестеку, після чого той сам проник у табір, і, намагаючись здійснити свій план порятунку Рене Нойманн і її матері, зробив пропозицію Йозефу Нойманну. При цьому він зазначає, що Пестек прострочив відпустку і підозрювався в тому, що допоміг Ледереру втекти, тому в цих обставинах успіх був неможливий у принципі.
Охоронець табору Штефан Барецький, який добре знав Пестека, показав, що той був заарештований у Біркенау. Барецький сказав, що бачив, як інші охоронці СС били Пестека. Ув'язнений Ришард Хенрік Кордек, своєю чергою, стверджував, що саме Барецьки підняв тривогу з приводу повернення Пестека, і що він був одним з охоронців, які били Пестека. Також існує свідчення есесівця Пері Броада, який чув, як капо хвалилися тим, що переслідували та ловили Пестека у лісі навколо табору.
Карни робить висновок, що через суперечливість версій неможливо дізнатися, що саме сталося, але переконаний, що версія Ледерера неточна.

### Смерть
Засуджений у Катовицях до страти через розстріл за підтримку в'язнів і дезертирство. Його стратили в Мендзибродзе-Бяльське 8 жовтня 1944 року о 7:04. Члени загону Пестека повідомили, що їм наказали стати свідками розстрілу.
Під час другої ліквідації «сімейного табору» у липні 1944 року Рене Нойманн з мамою відправили на примусові роботи до району Гамбурга. Обидві жінки пережили війну.

## Оцінка
Був одним із двох або трьох охоронців Аушвіца, які ризикували своїм життям, щоб допомогти в'язням втекти. На думку австрійського історика, колишнього в'язня Аушвіца, Германа Лангбейна, його дії, зокрема, означають межі абсолютної тоталітарної влади, нав'язаної лідерами СС. Лангбейн оцінює дії Пестека більш прихильно, ніж дії охоронців, які допомагали ув'язненим бігти під час евакуації табору в січні 1945 року, сподіваючись уникнути покарання за свої злочини.
На думку психолога Рут Лінн, Пестек, можливо, допоміг Ледереру втекти з табору, оскільки його рідне місто на Буковині нещодавно було зайняте Червоною армією. Тим самим розраховував домогтися поблажливості до себе після війни.
Яд Вашем не визнав Пестека праведником народів світу.

## Виноски
1. ↑  Врба і Ветцлер втекли з табору 7 квітня 1944 року, лише через два дні після втечі Ледерера і Пестека.
2. ↑  Згодом нацистська влада заарештувала її за звинуваченням у прихованні Пестека та Ледерера та надання їм фальшивих документів. Крім неї у цій справі заарештували ще чотирьох осіб.
3. ↑  Герман Лангбейн називає дату 23 травня. У Алана Левіна – 26 травня. За словами Мирослава Карни, це могло бути вже наприкінці квітня (виходячи зі свідчень Ришарда Генріка Кордека) або у червні (за словами Ледерера). Йозеф Нойманн дав суперечливі свідчення про те, коли відбулося повернення (він повідомив, що це було 25 травня, але вдруге стверджував, що це було наприкінці квітня). На думку Якова Цура, червнева дата надто пізня, щоб бути правдоподібною; повернення, ймовірно, відбулося наприкінці травня.
4. ↑  Барецький народився і виріс у тому самому місті, що й Пестек. Вони були знайомі з дитинства.